# Skibidi
«Skibidi» — песня российской рейв-группы Little Big. Выпущена 5 октября 2018 года в составе альбома Antipositive, Pt. 2 на лейбле Warner Music Russia. Авторами текста и музыки к песне стали лидер группы Илья Прусикин и медиа-продюсер группы «Хлеб» Любим Хомчук.
Песня стала значительным музыкальным событием осени 2018 года. Сингл дебютировал на первом месте в Top Radio & YouTube Hits. Ещё большего успеха песня добилась благодаря клипу, вышедшему в день премьеры альбома. После чего в социальных сетях стал набирать популярность новый флешмоб Skibidi Challenge.
26 января 2019 года клип «Skibidi» стал победителем в категории «Хайп года» («Hype van het jaar») премии Ketnet «Het Gala van de gouden K's 2018», которая состоялась в бельгийском городе Антверпен. Skibidi был номинирован на «ZD Awards-2018» в категориях «Тренд года» и «Хайп года», вручение которой состоялось 28 февраля 2019 года. 16 февраля 2019 года клип «Skibidi» удостоился премии «Чартова дюжина», победив в категории «Лучший клип». 10 апреля стало известно, что композиция номинирована в категориях «Лучшее видео» и «Лучшая песня на иностранном языке» премии Муз-ТВ 2019. Также видеоклип получил музыкальную премию Top Hit Music Awards, так как сервис TopHit установил, что клип оказался самым популярным у русскоязычных зрителей на YouTube в 2018 году.

## История
Песня была выпущена 5 октября 2018 года, в составе альбома Antipositive, Pt. 2. Текст песни был написан Ильёй Прусикиным и Любимом Хомчуком.
22 февраля 2019 года группа выпустила мини-альбом под названием Skibidi, включивший в себя сразу пять версий одноимённого хита группы: оригинальная, расширенная, романтическая и два ремикса от Doorly и Лауд.
10 июня 2019 года в Лос-Анджелесе компания Ubisoft в рамках игровой выставки Е3 2019 представила новую часть «Just Dance 2020», в официальный саундтрек которой попала песня «Skibidi».

## Музыкальное видео
5 октября 2018 года на YouTube вышел официальный клип «Skibidi», который менее чем за три дня собрал почти 10 млн просмотров. Режиссёром клипа выступила Алина Пязок, которая также является продюсером группы. 11 октября 2018 года британский «Mixmag», являющийся одним из наиболее уважаемых в мире изданий об электронной музыке, опубликовал пост с клипом «Skibidi» на своей официальной странице в социальной сети Facebook. На 16 октября 2018 года пост собрал по 160 000 лайков и комментариев, более 450 000 репостов и более 40 млн просмотров. Спустя неделю после выхода клипа на официальный канал «Little Big» подписалось свыше 200 000 пользователей YouTube (сейчас на канал подписаны более 5 000 000 человек). Согласно статистике сайта «SocialBlade», канал «Little Big» попал в ТОП-250 музыкальных каналов YouTube (на 16 октября 2018 года канал находится на 149 месте среди всех мировых музыкальных каналов). Клип стал самым популярным в России музыкальным видео 2018 года. 18 декабря 2018 года клип набрал рекордные 100 млн просмотров. 21 апреля 2020 года «Skibidi» с 396 млн просмотров стал самым просматриваемым видеоклипом СНГ. К августу 2021 года официальный клип на YouTube насчитывает более 540 млн просмотров и более 4 млн лайков.
18 марта 2019 года вышел видеоклип на «романтическую» версию песни. В комедийном клипе содержится множество отсылок к известным музыкальным видео 80-х и 90-х годов XX века и к музыкальной и поп-культуре того периода в целом. Менее чем за сутки видео набрало более 3,7 млн просмотров. К августу 2021 года клип просмотрен 105 млн раз и набрал 1,6 млн лайков.

### Сюжет
В клипе странный, но довольно ритмичный танец исполняют абсолютно все и везде. В начале видео главный герой, роль которого играет Илья Прусикин, идёт по Академическому переулку в Санкт-Петербурге. На его пути танцуют все: ребёнок в коляске, стриптизёрша, полицейские при задержании, собака. Далее в кадре появляется солистка Little Big Софья Таюрская, танцующая в разных костюмах, при этом в одном из кадров на комоде можно заметить портрет Ильи Прусикина с тарелкой с картофельным пюре в руке и одеколон (отсылки к прошлому клипу группы — «Faradenza»). На своём пути Ильич замечает ларёк с телевизорами, где показывается запись VHS в исполнении блогеров Эльдара Джарахова и Данилы Поперечного, а также лидера группы The Hatters Юрия Музыченко. После чего Ильич заходит в советского стиля магазин с надписью «Kolbasa» за водкой. Вдоволь напившись водкой, солист Little Big направляется к своей любовнице, после чего моется в душе, танцует с ней лёжа на кровати, а затем уходит на встречу со своими друзьями, роли которых исполнили рэперы Моргенштерн и GONE.Fludd. Дальше компания отправляется на заброшенный завод «Красный треугольник», где сражаются в танцевальном уличном баттле, в котором принимает участие даже Годзилла.

### Skibidi Challenge
Когда клип стал вирусным, группа предложила фанатам присоединиться к флешмобу и опубликовать в социальных сетях видео со своим танцем. По утверждению газеты The Sun, «Skibidi» захватывает не только русскоязычных пользователей, но набирает и мировую известность. Теперь под «Skibidi» танцуют физики, студенты, блогеры, будущие ветеринары и многие другие. Впервые русская музыкальная группа породила международный флешмоб. На 16 декабря 2018 года в Instagram под хештегом #SkibidiChallenge уже около 23 000 постов.
Одним из первых данный флешмоб подхватил Иван Ургант в телепередаче «Вечерний Ургант», вышедшей 12 октября 2018 года. В флешмобе приняли участие команда шоу, зрители и рэпер Баста. В видео Иван Ургант прошагал характерной походкой от входа в телецентр Останкино до своей студии, при этом умудрившись порвать брюки. К флешмобу уже присоединились волейболисты казанского «Зенита», юношеская команда футбольного клуба «Реал Мадрид», футбольный клуб «Салют» из Белгорода, украинские военные, хоккейные клубы «Трактор» из Челябинска, «Сибирь» из Новосибирска, «Спартак» из Москвы, баскетбольный клуб «Химки» из Москвы, торговая сеть «Пятёрочка», сеть пиццерий «Додо Пицца», радиостанция «Бим Радио» Казань, реалити-шоу Дом-2 и другие.

## В культуре
- В игре Just Dance 2020 присутствует танец для двух игроков «Skibidi»[61].
- В 2019 году на ежегодной выставке-шоу индустрии видеоигр E3 компания Ubisoft представила свою игру Just Dance 2020 в сопровождении различных танцевальных сцен, одной из которых была «Skibidi»[62].
- В декабре 2019 года в популярной многопользовательской игре Fortnite появляется эмоция «Бодрый шаг» вероятнее всего вдохновлённая танцем из клипа «Skibidi»[63].

## Издания
- Цифровая загрузка[4][64][65]

1. «Skibidi» — 2:43
2. «Skibidi (Romantic Edition)» — 3:13
3. «Skibidi (Doorly Remix)» — 5:23
4. «Skibidi (Лауд Remix)» — 2:23
5. «Skibidi (Extended Mix)» — 3:09

## Чарты
| Чарт (2018)                               | Лучшая позиция |
| ----------------------------------------- | -------------- |
| СНГ (TopHit)                              | 1              |
| Россия (Tophit Top YouTube Hits)          | 1              |
| Украина (Tophit Top Radio & YouTube Hits) | 2              |
| Украина (FDR)                             | 3              |

| Чарт (2018)                         | Лучшая позиция |
| ----------------------------------- | -------------- |
| Россия (Top All Media Hits, Tophit) | 79             |

| Чарт (2019)                         | Лучшая позиция |
| ----------------------------------- | -------------- |
| Россия (Top All Media Hits, Tophit) | 15             |

## Награды и номинации
| Год  | Награда                         | Номинированная работа | Категория                                  | Результат | Прим.                |
| ---- | ------------------------------- | --------------------- | ------------------------------------------ | --------- | -------------------- |
| 2018 | Het Gala van de Gouden K's 2018 | «Skibidi»             | Хайп года                                  | Победа    | [ 72 ] [ 73 ] [ 74 ] |
| 2019 | ZD Awards-2018                  | «Skibidi»             | Тренд года                                 | Номинация | [ 6 ] [ 8 ]          |
| 2019 | ZD Awards-2018                  | «Skibidi»             | Хайп года                                  | Номинация | [ 6 ] [ 8 ]          |
| 2019 | Чартова дюжина                  | «Skibidi»             | Лучший клип                                | Победа    | [ 9 ]                |
| 2019 | Премия Муз-ТВ 2019              | «Skibidi»             | Лучшее видео                               | Номинация | [ 10 ] [ 75 ]        |
| 2019 | Премия Муз-ТВ 2019              | «Skibidi»             | Лучшая песня на иностранном языке          | Номинация | [ 10 ] [ 75 ]        |
| 2019 | Top Hit Music Awards            | «Skibidi»             | Локальный видеоклип года на YouTube Russia | Победа    | [ 76 ]               |

## История релиза
| Регион    | Дата            | Формат                        | Версия           | Издатель     | Прим.  |
| --------- | --------------- | ----------------------------- | ---------------- | ------------ | ------ |
| Различные | 18 октября 2018 | цифровая дистрибуция стриминг | Original         | Warner Music | [ 4 ]  |
| Различные | 22 февраля 2019 | цифровая дистрибуция стриминг | Romantic Edition | Warner Music | [ 64 ] |
| Различные | 22 февраля 2019 | цифровая дистрибуция стриминг | Doorly Remix     | Warner Music | [ 64 ] |
| Различные | 22 февраля 2019 | цифровая дистрибуция стриминг | LAUD Remix       | Warner Music | [ 64 ] |
| Различные | 22 февраля 2019 | цифровая дистрибуция стриминг | Extended Mix     | Warner Music | [ 64 ] |